# بطولة تونس للكرة الطائرة للرجال 1956-1957
بطولة تونس للكرة الطائرة للرجال 1956-1957 هو الموسم رقم 2 من بطولة تونس للكرة الطائرة للرجال.

فاز بهذا الموسم التحالف الرياضي.

## روابط خارجية
- الموقع الرسمي للجامعة التونسية للكرة الطائرة.